# Afanassi Prokofjewitsch Schtschapow

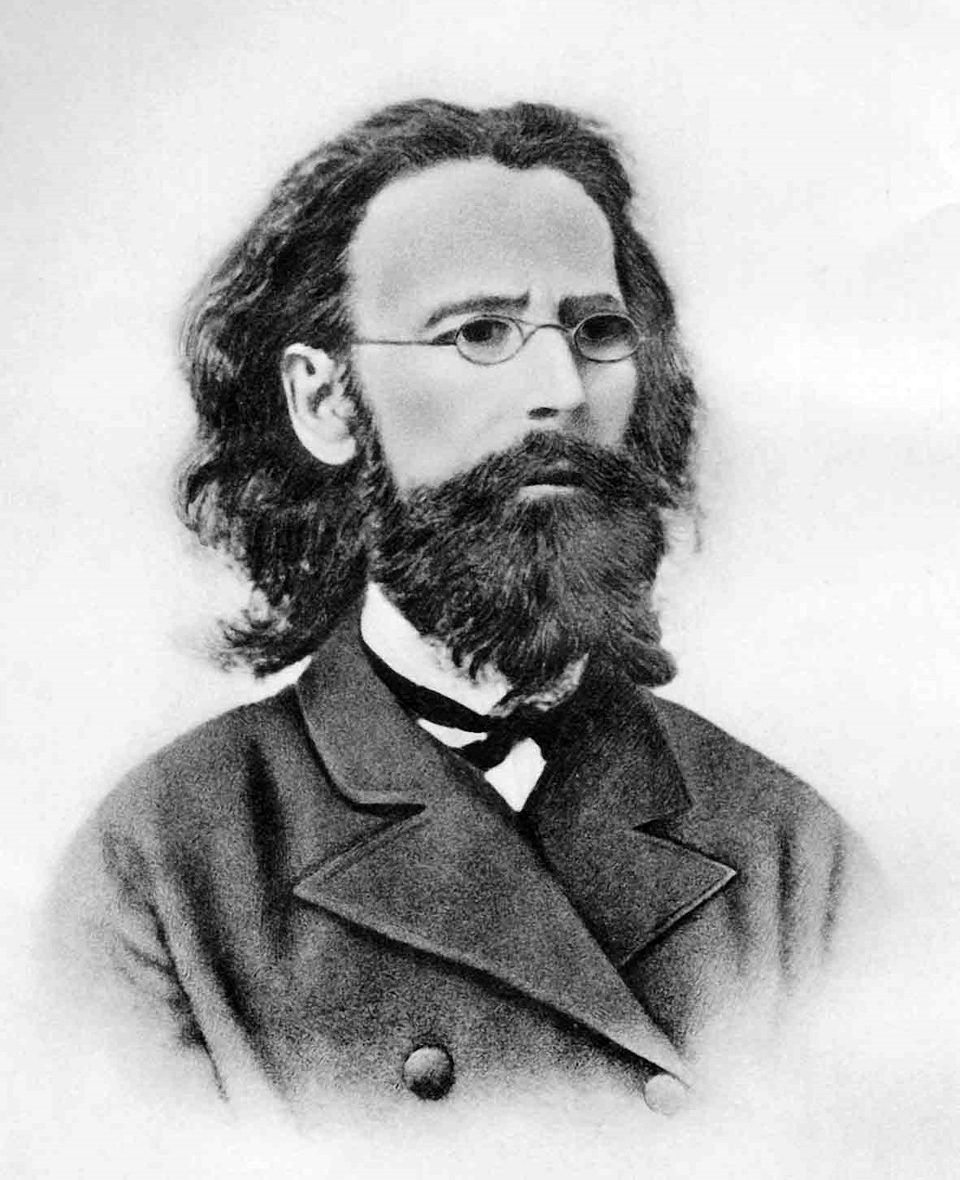
Afanassi P. Schtschapow

Afanassi Prokofjewitsch Schtschapow (russisch Афанасий Прокофьевич Щапов, wiss. Transliteration Afanasij Prokof'evič Ščapov, auch Afanasiy Prokopievich Shchapov; * 5. Maijul. / 17. Mai 1830greg. in Anga, Gouvernement Irkutsk; † 27. Februarjul. / 10. März 1876greg.) war ein russischer Historiker, Philosoph, Geograph und Anthropologe, der wegen des Projekts der administrativen Reform des Russischen Kaiserreichs irrtümlich des „Sibirischen Nationalismus“ angeklagt wurde und von den Behörden des Zarenreichs bis ins Jahr 1868 verfolgt wurde. Nach der Ermittlung diente Schtschapow im Innenministerium Russlands.

## Leben
Afanassi Schtschapow wurde im Dorf Anga, gut 200 Kilometer von Irkutsk geboren, in einer Familie eines russischen Küsters und einer burjatischen Mutter. Er wurde in Irkutsk ausgebildet, zog dann nach Kasan und wurde Student an der Theologischen Akademie Kasan (1852–1856). Nach Erwerb des Bakkalaureus begann er an seiner Alma Mater Vorlesungen über russische Geschichte zu halten (1856–1860) und später an der Universität Kasan (1860–1861). Er untersuchte auch die Solowezki-Kloster-Bibliothek, die während des Krimkrieges nach Kasan evakuiert worden war. Er war fasziniert vom Solowezki-Kloster-Aufstand und begann damit, Artikel über den Raskol und die Altgläubigen zu schreiben. Am 16. April 1861 hielt er eine revolutionäre Rede, die den Opfern der Besdna-Unruhen gewidmet war, wonach er gefangen genommen und nach Sankt Petersburg eskortiert wurde. Nach Ermittlungen wurde Schtschapow aus seiner Lehrtätigkeit entlassen und im Innenministerium zum Beamten für Sektierertum-Angelegenheiten ernannt. 1862 wurde er entlassen und unter polizeiliche Überwachung gestellt.
Afanassi Schtschapow schrieb für viele russische Zeitschriften, darunter Отечественные записки (Anmerkungen zum Vaterland), Русское слово (Russisches Wort), Время (Zeit), Век (Jahrhundert) u. a. Im Jahr 1864 wurde er in seinen Geburtsort und dann nach Irkutsk verbannt wegen des Verdachtes, dass er Beziehungen zu Alexander Herzen und Nikolai Ogarjow unterhielt. Im Sommer 1865 wurde Schtschapow im Zusammenhang mit dem sogenannten Siberischen-Regionalismus-Affäre gefangen genommen. Nach seiner Entlassung arbeitete er für zahlreiche Zeitschriften, darunter Дело (Sache), Записки Сибирского отдела РГО (Anmerkungen des Siberischen Departments der Russischen Geographischen Gesellschaft) u. a. Im Jahr 1866 nahm Schtschapow als Ethnograph an einer Expedition in das Gebiet von Turuchansk teil, die vom Siberischen Department der Russischen Geographischen Gesellschaft organisiert worden war. Afanassi Schtschapow starb 1876 an Tuberkulose.

## Werk
Afanassi Schtschapow ist der Verfasser vieler Werke zur Geschichte des Sektierertums und des Raskol (Altgläubige), die er als eine Manifestation des Volksprotestes gegen soziale Unterdrückung betrachtete. Beeinflusst von Grigori Jelissejew und Stepan Yeshevsky unterstützte er in den Jahren 1856 bis 1864 die sogenannte „Zemstvo-Oblast-Theorie“ (земско-областническая теория), welche die russische Geschichte als einen Interaktionprozess zwischen bestimmten „Oblasten“ betrachtete. Schtschapows Fokus auf Geographie und Wirtschaft als die zwei Hauptagenzien in der Geschichte gilt als Vorbote der nächsten Generation russischer Historiker mit Vertretern wie Wassili Kljutschewski, Pawel Gawrilowitsch Winogradow und Michael Rostovtzeff. Da die geographischen Bedingungen der verschiedenen russischen Länder sich stark voneinander unterschieden, verschmähte Schtschapow die Möglichkeit, eine allgemeine Geschichte Russlands zu schreiben. Er vertrat die Auffassung, dass die Sibirjaken ethnisch vom Rest der russischen Nation verschieden waren, da ihr Charakter von der rauen Natur des unwirtlichen Landes, in dem sie lebten, geprägt wurde und von dem abenteuerlichen und kühnen Geist der Altgläubigen, die die ursprünglichen Siedler in Sibirien gewesen waren.

## Werke
- О причинах происхождения и распространения раскола во второй половине XVII и в первой половине XVIII вв. (1857)
- Голос древней русской церкви об улучшении быта несвободных людей (1859)
- Русский раскол старообрядства. Kasan 1859[1]
- Смесь христианства с язычеством и ересями в древнерусских народных сказаниях о мире (1861)
- Состояние русского духовенства в XVIII столетии (1862)
- Земство и раскол. Бегуны (1862)
- Автобиографии (Irkutsk 1884)
- Сочинений, 3 Bde. (Sankt Petersburg 1906–1908)